# Acanthaphritis unoorum
Acanthaphritis unoorum är en fiskart som beskrevs av Suzuki och Nakabo, 1996. Acanthaphritis unoorum ingår i släktet Acanthaphritis och familjen Percophidae. Inga underarter finns listade i Catalogue of Life.